# ناحیه سنت‌گوتهارد
ناحیهٔ سنت‌گوتهارد (به مجاری:  Szentgotthárdi járás) یک ناحیه در مجارستان است که در شهرستان واش واقع شده‌است. ناحیهٔ سنت‌گوتهارد ۲۵۵٫۰۴ کیلومتر مربع مساحت و ۱۴٬۹۶۱ نفر جمعیت دارد.